# Alexandre-Jean Oppenord
 (juin 2025).
Alexandre-Jean Oppenord ou Oppenordt  est un ébéniste français d’origine hollandaise (Gueldre, 1639-Paris, rue Champfleury, 16 avril 1715), père de Gilles-Marie Oppenord.

## Biographie
Installé à Paris dans l'enclos du Temple, il épouse Judith Favier. Il obtient des lettres de naturalisation au mois d'octobre 1679, puis travaille pour la Manufacture Royale des Gobelins, et reçoit en 1684 un logement dans les galeries du Louvre. Il obtient le titre d'ébéniste du roi et des gages annuels de 30 livres. Attaché aux Bâtiments du roi, il exécute meubles, parquet de marqueterie, ouvrages de décoration (chambranles). En 1694, il se rend en pèlerinage à Notre-Dame de Lorette en Italie. En 1705, il travaille pour le prince de Condé.

## Source
- François de Salverte, Les ébénistes du XVIIIe siècle : leurs œuvres et leurs marques, F. de Nobele, 1962 (présentation en ligne)
- Christophe Huchet de Quénétain, Sophie Mouquin, "Le régulateur de parquet ’aux quatre parties du monde’", in Olivier Bosc (dir.), Sophie Guérinot (dir.), L’Arsenal au fil des siècles. De l’hôtel du grand maître de l’artillerie à la bibliothèque de l’Arsenal, Paris, Le Passage / Éditions de la BnF, 2024, p. 174-175.